# 빅터&롤프
빅터&롤프(Viktor & Rolf, 빅터앤롤프)는 빅터 호스팅(Viktor Horsting, 1969년생, 겔드롭)과 롤프 스노렌(Rolf Snoeren, 1969년생, 동겐)이 1993년에 설립한 네덜란드 아방가르드 럭셔리 패션 하우스이다. 20년 넘게 빅터&롤프는 패션에 대한 선입견에 도전하고 패션과 예술 사이의 격차를 해소하기 위해 노력해 왔다. 빅터&롤프는 오트쿠튀르와 기성복 컬렉션을 모두 디자인했다. 이 듀오는 연극적이고 퍼포먼스적인 패션 런웨이에 크게 의존하는 아방가르드 디자인으로 유명하다.